# 前纹马雷蛤
前纹马雷蛤（学名：Malletia conspicua），是弯锦蛤目豌豆蛤科豌豆蛤属的一种。主要分布于中国大陆，常栖息在水深550米软泥底。